# Awatiñas
Los Awatiñas son una agrupación boliviana de música folclórica, creada en los años setenta por Mario Conde. La mayor parte de sus canciones son cantadas en español y aimara. Además han tenido mucho éxito en diversos países de Latinoamérica, así también en Europa, Asia y los Estados Unidos. Lo cual han realizado una gran gira internacional. Entre sus canciones más conocidas son Kullakita, Mi triste adiós, Tu traición, Jichapi Jichanexa, Tunkata P'a Tunkaru, Mayata Tunkaru, Dulce Bolivianita, Wara y entre otros.

## Discografía
- 1979 Los Awatiñas de Bolivia

- 1981 Bolivia

- 1984 Awatkipasipxañanakasataki

- 1987 Aruskipasipxañanakasakipunirakispawa

- 1990 Kullakita

- 1991 Grandes éxitos (recopilatorio)

- 1993 De colección (recopilatorio)

- 1994 Wiñaypachjakapxañanakasakipunirakiwa - El inca Atahualpa

- 1997 Kullasuyu-ja - Mi Bolivia

- 1997 Jilata

- 1999 Wiñaypachjakapxañanakasakipunirakiwa - Autentic Andean Music From Bolivia

- 2001 El Apthapi (vídeo)

- 2002 Tunkata pa tunkaru

- 2004 Irthapi - Matrimonio aymara

- 2007 Altiplano

- 2009 Jichhapi Jichhanexa - Autentic Music From Bolivia

- 2015 wiñacupuña saymara